# Livonia Center (Nueva York)
Livonia Center es un lugar designado por el censo ubicado en el condado de Livingston en el estado estadounidense de Nueva York. En el año 2010 tenía una población de 421 habitantes.

## Geografía
Livonia Center se encuentra ubicado en las coordenadas 42°49′15.82″N 77°38′31.24″O / 42.8210611, -77.6420111.